# Maytenus zeyheri
Maytenus zeyheri là một loài thực vật có hoa trong họ Dây gối. Loài này được (Sond.) Loes. mô tả khoa học đầu tiên năm 1942.